# Matei Heckel
Matei Heckel (n. 30 iulie 1933) a fost un deputat român în legislatura 1990-1992, ales în județul Bihor pe listele partidului Uniunea Democratică a Slovacilor și Cehilor din România. În cadrul activității sale parlamentare, Matei Heckel a fost membru în grupurile parlamentare de prietenie cu Republica Venezuela, Republica Polonă și URSS.